# Cratere Very (Marte)
Very è un cratere sulla superficie di Marte.
Il cratere è dedicato all'astronomo statunitense Frank Washington Very.